# Dankmedaille des Landes Mecklenburg-Vorpommern in Anerkennung des Einsatzes anlässlich des Weltwirtschaftsgipfels 2007 in Heiligendamm

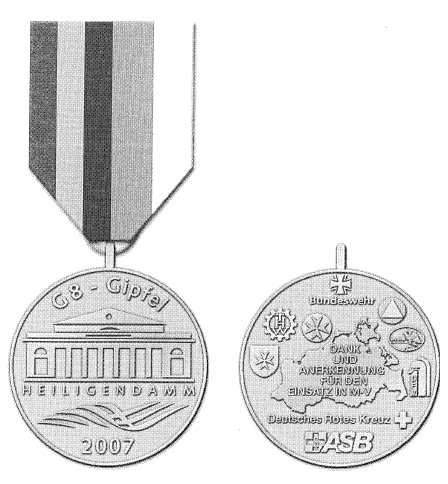
Amtliche Darstellung der Medaille

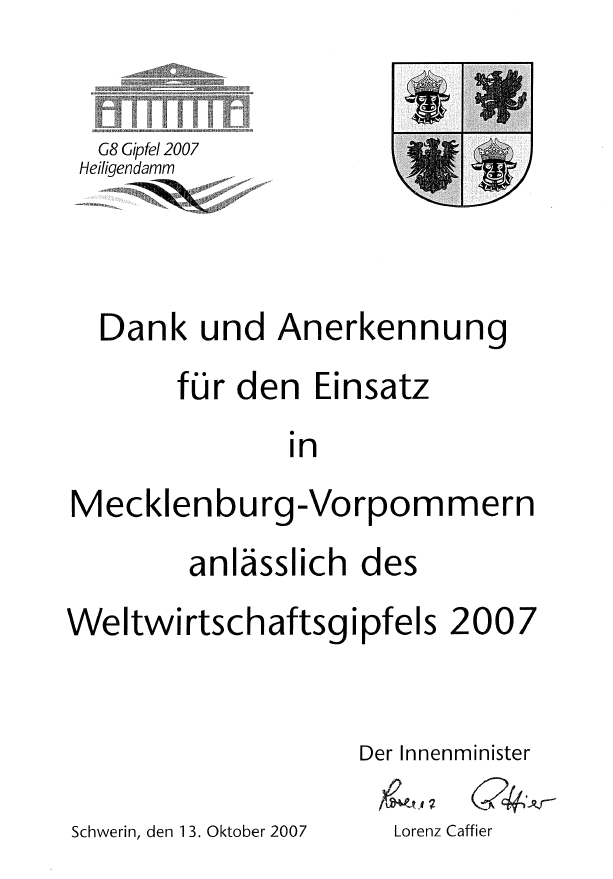
Darstellung des Dankschreibens zur Medaille

Die Dankmedaille des Landes Mecklenburg-Vorpommern in Anerkennung des Einsatzes anlässlich des Weltwirtschaftsgipfels 2007 in Heiligendamm wurde vom Innenminister Lorenz Caffier geschaffen. Die Medaille wurde an haupt- und ehrenamtliche Einsatzkräfte, im Nachgang zum G8-Gipfel vom Land verliehen.

## Entstehung
Unter dem Eindruck der gewalttätigen Ausschreitungen im Rostocker Stadthafen, bei denen Angehörige der Feuerwehren sowie Rettungsdienste angegriffen worden sind, sowie nach Beantragung einer finanziellen "Sonderbedarfszuweisung" zur Kapitaldeckung für Urkunden und Dankesmedaillen für Kräfte der nichtpolizeilichen Gefahrenabwehr während des G8-Gipfels durch die Hansestadt Rostock beschloss der Innenminister als zuständiges Ressort für Feuerwehr, Polizei und Kommunales im Land, die Einsatzkräfte gebührend zu würdigen. Das vorhandene Auszeichnungswesen im Land erforderte jedoch eine pragmatische Lösung. Auf einer feierlichen Veranstaltung in Rostock überreichte der Minister schließlich am 13. Oktober 2007 ca. 1.000 anwesenden Gästen, darunter auch Kräften von Polizei und Bundeswehr, Dankesurkunden und Medaillen. Spätestens dieses Ereignis wird bei vergleichbaren Auszeichnungen als Stiftungsakt betrachtet. Sechs Personen wurden für besondere Verdienste mit der höchsten Auszeichnung im Brandschutzwesen ausgezeichnet, dem Brandschutz-Ehrenzeichen der Sonderstufe. Haushaltsmittel standen im Titel 0401 534.03 für Medaillen, Urkunden und Ehrenzeichen zur Verfügung.

## Besonderheiten
Die Befugnisse der Länder, Titel, Orden und Ehrenzeichen zu verleihen, ist durch das Gesetz über Titel, Orden und Ehrenzeichen nicht berührt. Jedoch fehlt es der Dankmedaille formell an einem Stiftungserlass mit eventueller Durchführungsverordnung. Für vergleichbare Einsatzzeichen, wie etwa die Einsatzmedaille Fluthilfe 2002, wurden jedenfalls Gestaltung, Verleihungsberechtigung, Trageweise und Verfahren meist im Wege von Erlassen geregelt. Das Innenministerium von Mecklenburg-Vorpommern teilte auf Nachfragen mit, dass es sich bei der Medaille weder nach der ursprünglichen Intention noch nach den üblichen formellen Voraussetzungen um eine entsprechende Auszeichnung handele. Stattdessen stelle sie schlicht eine "Danksagung" nebst dazugehörigem Dankschreiben „ohne Urkundencharakter“ dar. Damit sei die Medaille „auch nicht als staatliche Auszeichnung zu tragen“. Aus der bloßen Medaillenform ließe sich nicht auf die Rechtsnatur als staatliche Auszeichnung schließen.
Mit dem Verweis auf fehlende Formalien werden Einwände einiger Beliehener als gegenstandslos betrachtet, dass eine Stiftung spätestens konkludent mit der erstmaligen Verleihung am 13. Oktober 2007 erfolgte, nachgewiesen durch das mit Wappen, Titel und eigenhändiger Unterschrift des Innenministers ausgehändigte Schriftstück, und Aussehen und Beschaffenheit von Medaille und Urkunde dem Charakter einer staatlichen Anerkennung Rechnung trügen. Das einzige phaleristische Gegenstück zu staatlichen Ehrenzeichen sind nichtstaatliche, also private Abzeichen oder Medaillen, was die G8-Medaille aus zuvor genannten Gründen jedoch nicht sein kann. So wird z. B. auch die Hamburgische Dankmedaille (Oder-Flut 1997) trotz gleicher formeller Schwächen als Orden und Ehrenzeichen betrachtet. Auch in Mecklenburg-Vorpommern ging dem restlichen Verfahren eine Entscheidung des Innenministers vorweg. Der Stellenwert der Anerkennung durch Aushändigung der G8-Medaille blieb Jahre nach ihrer Verleihung wegen rechtlicher Unklarheiten offen.
Erst im Februar 2014 hat der in der Staatskanzlei für Orden und Ehrenzeichen zuständige Protokollbereich auf Anfrage des Bundesministeriums für Verteidigung aus Anlass der vorgesehenen Novellierung der ZDv 37/10 festgestellt, dass es sich bei der „Dankmedaille des Landes Mecklenburg-Vorpommern in Anerkennung des Einsatzes 2007“ um ein tragbares Orden und Ehrenzeichen des Landes Mecklenburg-Vorpommern handelt.
Auch wenn eine schnelle Umsetzung im Interesse des auszuzeichnenden Personenkreises sowie des Innenministers lag, zog sich nach der erstmaligen Verleihungszeremonie die Ehrung der Helfer bis Ende 2008 hin. Medaillen und Urkunden wurden den am Einsatz beteiligten Behörden und Organisationen mit Sicherheitsaufgaben (BOS) sukzessive zugesandt und mit zusätzlichen von ihnen namentlich ausgestellten organisationseigenen Dankesurkunden ausgehändigt.

## Aussehen, Beschaffenheit und Trageweise
Form und Gestaltung der Medaille weisen sie phaleristisch als öffentlich tragbares Zeichen staatlicher Anerkennung aus, anderenfalls wäre auf Bandschluppe und Bandschnalle bzw. offizielle Symbole und Farben verzichtet worden.
Die Vorderseite der 36 mm durchmessenden altsilberfarbenen Medaille zeigt mittig das erhaben geprägte Kurhaus von Heiligendamm, den Tagungsort während des Gipfels. Darunter ist die Aufschrift: HEILIGENDAMM zu lesen. Unter diesem Schriftzug ist das offizielle Logo des G8-Gipfels, eine stilisierte Welle, mit der Jahreszahl 2007 zu sehen, welches an das Jahr des Gipfels erinnern soll. Über dem Kurhaus ist in einer 40 Grad Umschrift erhaben geprägt zu lesen: G8-Gipfel Die Rückseite der Medaille zeigt in seinem Untergrund den kartografischen Umriss des Landes Mecklenburg-Vorpommern mit dem 5-zeiligen aufgesetzten Schriftsatz: DANK / UND / ANERKENNUNG / FÜR DEN / EINSATZ IN M-V. Um diese Darstellungen sind neben dem Symbol des Zivilschutzes die Symbole eingesetzter Hilfsorganisationen zu sehen: der Bundeswehr, des THW, des MHD, der JUH, der DLRG, des DRK, des ASB und des DFV als dem Fachverband der deutschen Feuerwehren.
Obwohl die Farbgebung des Ordensbandes nicht explizit geregelt worden ist, handelt es sich bei den Farben um die der Flaggen der Landesteile Mecklenburg (ultramarinblau-gelb-zinnoberrot) und Vorpommern (blau-weiß); das Verhältnis der Streifenbreite beträgt zueinander 2:2:2:3:3. Auf diese Weise wird eine länderverbundene Erkennbarkeit des Abzeichens erzielt. Hierdurch grenzt sich das Band der Medaille von dem der höchsten Verdienstauszeichnung des Landes ab, welches auf der gemeinsamen Landesflagge fußt. Die Bandschnalle zur Medaille trägt in ihrer Mitte das offizielle Logo des G8-Gipfels als stilisierte altsilberfarbene Welle.
Medaille und Bandschnalle wurden in einem dunkelblauen Etui zusammen mit der Dankurkunde ausgehändigt. Sie gingen mit Übergabe in das Eigentum des Beliehenen über.
Getragen werden darf die Medaille an einem Ordensanhänger bzw. als Bandschnalle an der linken Brustseite – jedoch nur an privater Kleidung, sofern die Uniformvorschriften der jeweiligen staatlichen oder nichtstaatlichen Organisationen ein Tragen der Medaille nicht zulässt. Gleiches gilt auch für die Uniformträger der Hilfsorganisationen, bei denen lediglich staatliche und verbandseigene Abzeichen zugelassen sind. In Mecklenburg-Vorpommern selbst dürften weder Feuerwehr- noch Polizeiangehörige das Abzeichen an ihren Uniformen tragen, jedoch wird dies durch die Dienstaufsicht entgegen obiger Auffassung geduldet.
2013 ist das Tragen der Medaille in der Bekleidungsvorschrift der Bundeswehr explizit aufgenommen worden.